# Polná (Jihlavai járás)
Polná település Csehországban, a Jihlavai járásban. Polná Ždírec, Dobroutov, Dobronín, Brzkov, Věžnice, Kamenná, Záborná, Věžnička, Stáj, Rudolec, Poděšín és Nížkov településekkel határos. Lakosainak száma 5230 fő (2024. január 1.).

## Népesség
A település lakosságának változását az alábbi diagram mutatja:
| Lakosok száma | 6285 | 5965 | 5201 | 4296 | 4862 | 4869 | 5134 | 5141 | 5147 | 5230 |
|               | 1869 | 1890 | 1921 | 1950 | 1980 | 2001 | 2017 | 2019 | 2022 | 2024 |